# Gaston Gemis
Gaston Gemis (Halen, 21 oktober 1929 – Herk-De-Stad, 3 april 2013) was een Belgisch politicus voor de CVP. Hij was burgemeester van Halen.

## Levensloop
In 1987 volgde hij Willy Neven (CVP) op als burgemeester, een mandaat dat hij uitoefende tot aan de lokale verkiezingen van 1994.
Op 3 april 2013 overleed hij in Residentie 'De Bleuk' te Herk-De-Stad.